# Astralis
Astralis är en dansk professionell esportsorganisation. Organisationen fokuserar främst på Counter-Strike: Global Offensive. Moderbolaget för Astralis är Astralis Group som också äger Origen och Future F.C.

## Historia
Astralis bildades i januari 2016 efter fem danska professionella CS:GO spelare lämnade Team SoloMid. Rättigheterna för namnet "Astralis" köptes från det ursprungliga finska laget astralis.

### #VELKOMMENHJEM
Efter dev1ce lämnade Astralis har laget gått neråt och neråt baserat på placeringar i turneringar. De ersatte dev1ce med Bubzkji och gjorde flera försök med att göra laget lika bra som innan. Men inget lyckades.
Sedan den 13 december 2021 tog dev1ce en paus ifrån professionell CS:GO för oklara anledningar.
Den 27 oktober 2022 gör dev1ce sin comeback till Astralis från en mysslyckad period från den 23 april 2021 i det svensk-baserade laget Ninjas in Pyjamas.

## Resultat
| Datum      | Placering | Typ    | Turnering                                     | Resultat | Pris     |
| ---------- | --------- | ------ | --------------------------------------------- | -------- | -------- |
| 2017-01-29 | 1         | Major  | ELEAGUE Major: Atlanta 2017                   | 2:1      | $500 000 |
| 2018-05-20 | 1         | S-Tier | ESL Pro League Season 7 - Finals              | 3:1      | $250 000 |
| 2018-06-10 | 1         | S-Tier | Esports Championship Series Season 5 - Finals | 2:0      | $250 000 |
| 2018-07-29 | 1         | S-Tier | ELEAGUE CS:GO Premier 2018                    | 2:0      | $500 000 |
| 2018-09-23 | 1         | Major  | FACEIT Major: London 2018                     | 2:0      | $500 000 |
| 2018-11-25 | 1         | S-Tier | Esports Championship Series Season 6 - Finals | 2:0      | $250 000 |
| 2018-12-09 | 1         | S-Tier | ESL Pro League Season 8 - Finals              | 3:1      | $250 000 |
| 2019-03-03 | 1         | Major  | IEM - Katowice Major 2019                     | 2:0      | $500 000 |
| 2019-09-08 | 1         | Major  | StarLadder Berlin Major 2019                  | 2:0      | $500 000 |
| 2019-12-14 | 1         | S-Tier | BLAST Pro Series: Global Final 2019           | 2:0      | $350 000 |

## Spelare

### Aktiva
| Spelarnamn            | Namn                     | Gick med   |
| --------------------- | ------------------------ | ---------- |
| Xyp9x                 | Andreas Højsleth         | 2016-01-18 |
| gla1ve♕               | Lukas Rossander          | 2016-10-24 |
| blameF                | Benjamin Bremer          | 2021-11-04 |
| dev1ce                | Nicolai Reedtz           | 2022-10-27 |
| casle (Interim Coach) | Peter Toftbo Ardenskjold | 2022-10-12 |

### Inaktiva
| Spelarnamn    | Namn         | Blev inaktiv |
| ------------- | ------------ | ------------ |
| farlig        | Asger Jensen | 2022-10-27   |
| trace (Coach) | Martin Heldt | 2022-10-12   |